# Calau-gigante
O calau-gigante (Bucorvus leadbeateri; anteriormente conhecido como Bucorvus cafer), também conhecido como calau-do-sul, é uma das duas espécies de calau-terrestre, ambas encontradas apenas na África, e é a maior espécie de calau do mundo. Pode ser encontrado nas regiões do sul da África, desde o Quênia até a África do Sul. Dentro dessas regiões, eles habitam florestas e savanas. A outra espécie do gênero Bucorvus encontrada na África é o calau-abissínio, ou alma-de-biafada (B. abyssinicus).
Os calaus-gigantes são carnívoros e caçam principalmente no chão, onde encontram a maior parte de sua comida. Este alimento varia de insetos a pequenos animais. Seus ninhos são frequentemente encontrados em cavidades de árvores altas ou outras cavidades rasas, como buracos de rochas em penhascos. Essas aves são uma espécie de vida longa, com expectativa de vida na faixa de 50 a 60 anos e até 70 em cativeiro. Em relação à sua longa vida, eles não atingem a maturidade sexual até os 4-6 anos de idade e começam a se reproduzir por volta dos 10 anos. Seu sexo pode ser identificado pela cor de suas gargantas, onde a do macho é vermelho puro e a da fêmea é um azul-violeta profundo.
Os calaus-gigantes são uma espécie culturalmente difundida e importante na África Austral. O Parque Nacional Kruger, localizado na África do Sul, lista os calaus-gigantes como uma de suas espécies de pássaros Big Six.  No entanto, seus números estão diminuindo, em parte devido à perseguição, destruição de habitat, crenças culturais e outros fatores. Estão listados globalmente como 'vulneráveis' pela IUCN desde 2018, e 'em perigo' na África do Sul, Lesoto, Namíbia e Suazilândia.